# Данијел Митровић
Данијел Митровић је српски поп-фолк певач. Прославио се након што је снимио дует са певачицом Миленом Ћеранић. Учествовао је у шоу Ја имам таленат!, као и у ријалити програму Фарма. Пореклом је из Јагодине.

## Дискографија

### Синглови
- Луда ноћ (2015) дует са Миленом Ћеранић[4]
- Магнет за будале (2015)[5]
- Краљ скандала (2018) са Анте и Ди-џеј Маки
- Лоша (2018)
- Аномалија (2022)
- Корак по корак (2022)